# Salix cordata
Salix cordata är en videväxtart som beskrevs av André Michaux. Salix cordata ingår i släktet viden, och familjen videväxter. Inga underarter finns listade i Catalogue of Life.

## Bildgalleri

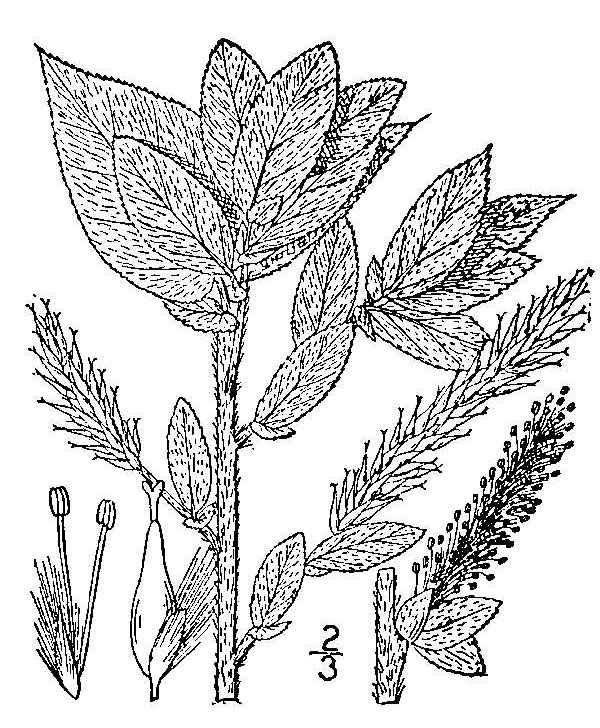